# 又市征治
又市征治（またいち せいじ、1944年7月18日—2023年9月18日），日本的政治人物、勞工運動人士。社会民主党第5代、第7代幹事長，第5代黨首。他曾連續三屆當選日本國會議員（參議院議員）。他因敗血症在富山縣立中央病院去世。